# Lidio Bozzini
Lidio Bozzini (Montepulciano, 2 febbraio 1922 – Roma, 14 gennaio 2006) è stato un giornalista, editore e partigiano italiano.

## Biografia
Partigiano con il nome di Capitan Ciclone, partecipò alla battaglia di Monticchiello.
Dopo il 25 luglio del 1943 incominciò a scrivere, insieme a l'altro poliziano Mario Guidotti, sul settimanale diocesano di Montepulciano L'Araldo Poliziano. Intraprenderà così quella carriera giornalistica che nel 1952 lo portò a fondare la casa editrice Editalia e di cui rimarrà proprietario fino al 1991, anno in cui la venderà all'Istituto Poligrafico e Zecca dello Stato.
Grande appassionato d'arte, creò la Galleria Editalia Qui Arte Contemporanea, oggi Edieuropa.
Insieme a Italo Gemini e Gino Sotis, nel 1956 diede vita al premio cinematografico David di Donatello.
Nella sua vita ricoprì numerosi importanti incarichi:
- nel 1947 Principe delle Feriae Matricularum di Siena, l'ordine goliardico universitario senese
- nel 1947 Capo della Segreteria Particolare di Edoardo Martino, presso la Presidenza del Consiglio dei ministri
- dal 1956, e per venti anni, Ambasciatore del cinema italiano all'estero, quale presidente dell'Unitalia Film (Unione Nazionale per la diffusione del film italiano all'estero), società che scoprì l'allora sconosciuta diciassettenne Claudia Cardinale, diventata poi rapidamente una delle più famose attrici italiane.
- fu presidente dell'Associazione Editori di Roma e del Lazio, promuovendo e coordinando molteplici manifestazioni, tra le quali quella di "Romalibro"

Nel 1970 ricevette il "Mangia d'oro", la massima onorificenza della città di Siena.
Nel 1972 gli venne assegnato dalla Presidenza del Consiglio dei Ministri il "Libro d'oro".